# Fritz Kleemann
Fritz Kleemann (* 24. Juni 1901 in Bad Homburg vor der Höhe; † 1. Januar 1975 ebenda) war ein deutscher Motoren- und Motorradfabrikant.

## Leben
Seine Eltern waren Friedrich Kleemann (1878–1949) und Maria, geb. Zeuner (1875–1959). Sein Vater hatte nach dem Tod von Jean Emil Leonhardt (* 1853; † 24. August 1918), der die Rex-Konservenglas-OHG gegründet hatte, hieran die Aktienmehrheit übernommen und ferner 1920 die Aktienmehrheit an der Columbus-Motorenbau AG, die von der Motorenfabrik Oberursel AG ausgegründet war.
Fritz kehrte 1920 nach einem Auslandsaufenthalt (Praktikum bei Ford in Detroit?) nach Bad Homburg zurück, arbeitete bei Opel, in der Chemischen Fabrik Griesheim-Elektron und dann in der Verwaltung der väterlichen Konservenglasfabrik.
Als Columbus 1921 den von Eduard Freise weiterentwickelten 68-cm³-Fahrrad-Hilfsmotor Gnom herausbrachte, begann Fritz Kleemann diesen an Fahrräder zu montieren und zu vertreiben. 1922 brachte er seine erste Horex heraus, mit einem 250-cm³-Motor von Columbus und Rahmen der Maschinenfabrik Stein in Frankfurt am Main, die 1922–1925 das Motorrad Dolf produzierte. Im Folgejahr gründete er mit väterlicher Hilfe die Horex-Fahrzeugbau AG Bad Homburg und beschäftigte bald 20 Mann. Seine Marke machte er mit Siegen in 55 Rennen bekannt, unter anderem 1935 durch Karl Braun.
Ab 1928 baute er in Lizenz den Sturmey-Archer-Sportmotor, dessen 350-cm³-Ausführung er auch an Victoria lieferte. Er engagierte Hermann Reeb (1901–1990), der zum Konstrukteur aufstieg und 1932 den ersten Parallel-Zweizylinder-Viertaktmotor zu 600 und 800 cm³ Hubraum mit Kettenantrieb der obenliegenden Nockenwelle entwickelte.
Nachdem um 1955 auf Druck der Versicherungen die Haftpflichtprämien für Motorräder mit einem Hubraum über 250 cm³ um 85 Prozent erhöht wurden, brach der Absatz ein. Friedel Münch, der 1955 kurzzeitig bei Horex gearbeitet hatte, erwarb im Folgejahr die Fertigungsvorrichtungen für die Motorenproduktion der 400er-Zweizylinder Imperator. Als 1959 der Absatz auf ein Viertel von 1953 gesunken war, verkaufte Kleemann sein Werk an Daimler-Benz. 1960 baute er seine letzten Motorräder.
Fritz Kleemann hatte Käthe Schüler (* 1901) geheiratet. Ihr Sohn Fritz-Lothar (* 1927) wurde Einkaufsleiter und ihr Schwiegersohn Wolf Fischer-Jene (* 1921) technischer Leiter der Horex-Werke, seit 1960 Leiter der Materialabteilung bzw. Werksleiter des Daimler-Benz-Werks Bad Homburg.